# Maria Stencel

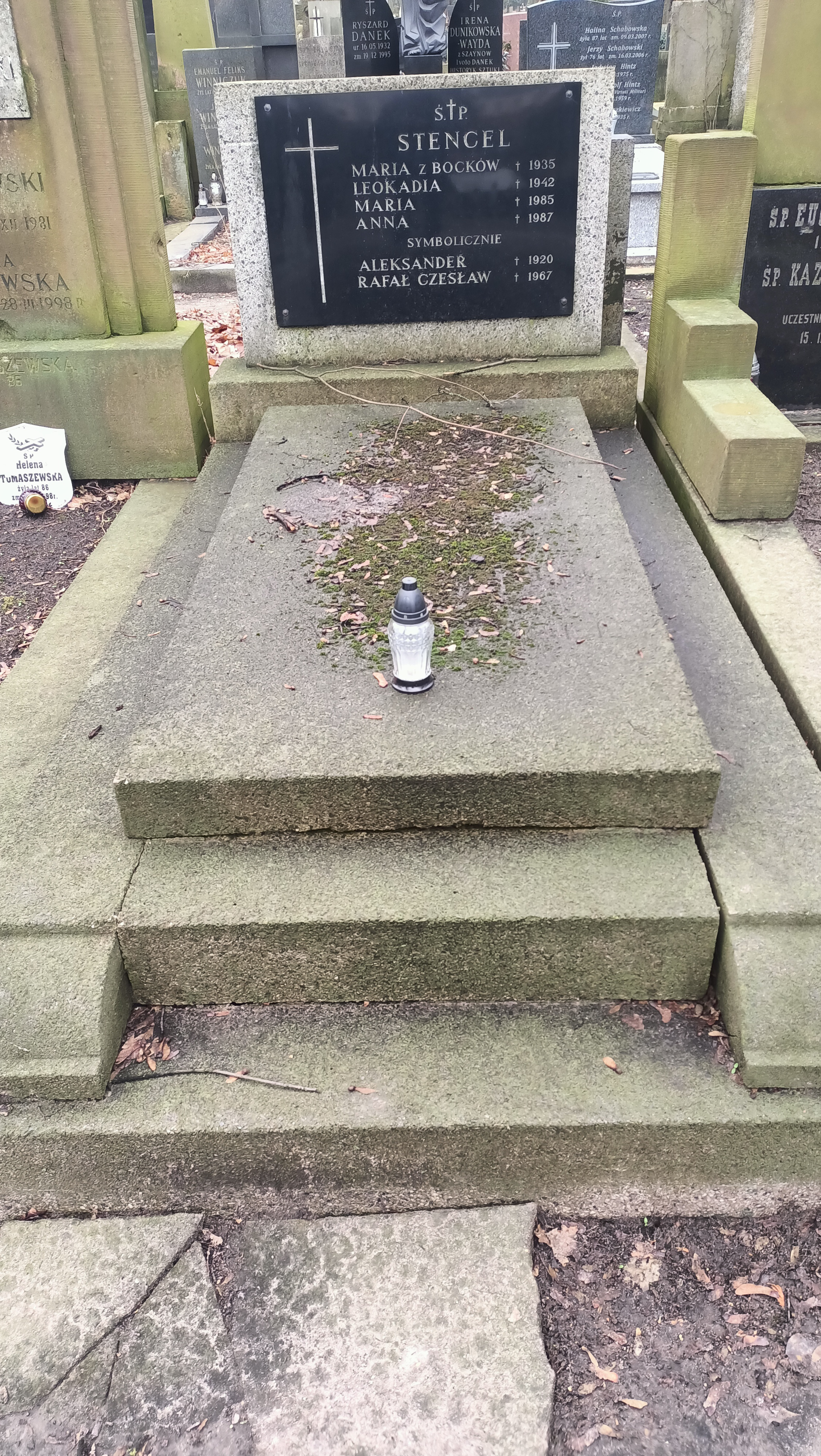
Grób Marii Stencel na Cmentarzu Powązkowskim w Warszawie

Maria Irena Stencel (ur. 11 stycznia 1900 w Jekaterynosławiu, zm. 6 kwietnia 1985 w Łodzi) – polska pielęgniarka, dyrektorka (1947–1965) Szkoły Pielęgniarstwa Polskiego Czerwonego Krzyża w Łodzi.

## Życiorys
W 1917 zdała maturę i następnie studiowała na Wydziale Medycznym Uniwersytetu w Jekaterynosławiu, jednocześnie udzielając prywatnych lekcji i ucząc w gimnazjum. W 1923 nie ukończywszy studiów z powodu trudnych warunków materialnych, zamieszkała z rodziną w Warszawie, gdzie odbyła półroczny kurs organizowany przez Polsko-Amerykański Komitet Pomocy Dzieciom. Od 1924 pracowała Klinice Pediatrycznej Uniwersytetu Warszawskiego. W celu uzyskania dyplomu pielęgniarki ukończyła naukę w Szkole Pielęgniarstwa PCK w Poznaniu (1925–1927). Od 1927 pracowała w Szpitalu Przemienienia Pańskiego w Poznaniu oraz prowadziła zajęcia w Szkole Pielęgniarstwa PCK. W 1929 uzyskała stypendium Ligi Czerwonych Krzyży i wyjechała na roczny kurs administracji szkół pielęgniarstwa i szpitali, prowadzony przez Międzynarodową Radę Pielęgniarstwa przy Bedford College w Londynie. Po jego ukończeniu pracowało jako pielęgniarka we Francji i Belgii. Po powrocie w 1930 do Poznania, została przełożoną pielęgniarek w VII Wojskowym Szpitalu Okręgowym. Od 1935 przewodniczyła Kołu Absolwentek Szkoły Pielęgniarstwa PCK i została członkiem Zarządu Głównego Polskiego Stowarzyszenia Pielęgniarek Zawodowych. W 1936 przez krótki okres pełniła obowiązki dyrektorki Szkoły Pielęgniarstwa PCK.

### II wojna światowa
Wraz z wybuchem II wojny światowej została zmobilizowana i została przełożoną pielęgniarek pociągu sanitarnego Armii „Poznań”. Po rozbiciu pociągu pod Żninem 20 września 1939, wróciła do Poznania. Następnie została wysiedlona przez władze okupacyjne do Warszawy, gdzie pracowała w Domu Małych Dzieci im. Gabriela Piotra Baudouina i prowadziła Kursy dla Piastunek. W trakcie powstania warszawskiego została wraz z placówką ewakuowana przez Niemców do Milanówka, a w listopadzie 1944 do Kowańca. W grudniu 1944 kursy rozwiązano, a Stancel zamieszkała w Zakopanem.

### Działalność po II wojnie światowej
Stancel wróciła do Poznania w maju 1945, gdzie do sierpnia 1946 prowadziła kursy dla sióstr pogotowia sanitarnego w Referacie Sanitarnym Zarządu Okręgowego PCK. Następnie została kierowniczką reaktywowanej Szkoły Pielęgniarstwa PCK. W listopadzie 1946 została skierowana do Łodzi, gdzie podjęła się organizacji dwuletniej Szkoły Pielęgniarstwa. Była pierwszą i jedyną dyrektorką (1947–1965) Szkoły Pielęgniarstwa Polskiego Czerwonego Krzyża w Łodzi (w latach 1950–1965 działającej jako Państwowa Szkoła Pielęgniarstwa nr 2), zarządzając nią przez cały okres jej funkcjonowania. Była odpowiedzialna za utworzenie przy szkole internatu. Ponadto w latach 1957–1960 należała do Zarządu Głównego Polskiego Towarzystwa Pielęgniarskiego. W latach 1965–1968 pracowała w łódzkim Liceum Medycznym nr 2 jako konsultant placówek szkoleniowych. W 1968 przeszła na emeryturę.

### Życie prywatne
Była córką inżyniera Henryka oraz Marii Stencelów. Została pochowana w grobowcu rodzinnym na cmentarzu Powązkowskim w Warszawie (kwatera: 284a, rząd: 6, miejsce: 5).

## Odznaczenia
- Krzyż Kawalerski Orderu Odrodzenia Polski,
- Złoty Krzyż Zasługi,
- Medal Komisji Edukacji Narodowej,
- Medal Florence Nightingale (1961),
- Złota Odznaka Honorowa Polskiego Czerwonego Krzyża,
- Odznaka honorowa „Za wzorową pracę w służbie zdrowia”,
- Honorowa Odznaka Miasta Łodzi[1].

## Publikacje
- Pielęgnowanie chorych w małych mieszkaniach (Księgarnia św. Wojciecha w Poznaniu, brak roku wydania)[1]